# パントテノイルシステインデカルボキシラーゼ
パントテノイルシステインデカルボキシラーゼ(Pantothenoylcysteine decarboxylase、EC 4.1.1.30)は、以下の化学反応を触媒する酵素である。
N-[(R)-パントテノイル]-L-システイン{\displaystyle \rightleftharpoons } パンテテイン + CO2
従って、この酵素の基質は、パントテノイルシステインのみ、生成物は、パンテテインと二酸化炭素の2つである。
この酵素はリアーゼ、特に炭素-炭素結合を切断するカルボキシリアーゼに分類される。系統名は、N-[(R)-パントテノイル]-L-システイン カルボキシリアーゼ (パンテテイン形成)(N-[(R)-pantothenoyl]-L-cysteine carboxy-lyase (pantetheine-forming))である。他に、pantothenylcysteine decarboxylase、N-[(R)-pantothenoyl]-L-cysteine carboxy-lyaseとも呼ばれる。この酵素は、パントテン酸及び補酵素Aの生合成に関与している。